# Vichi káro

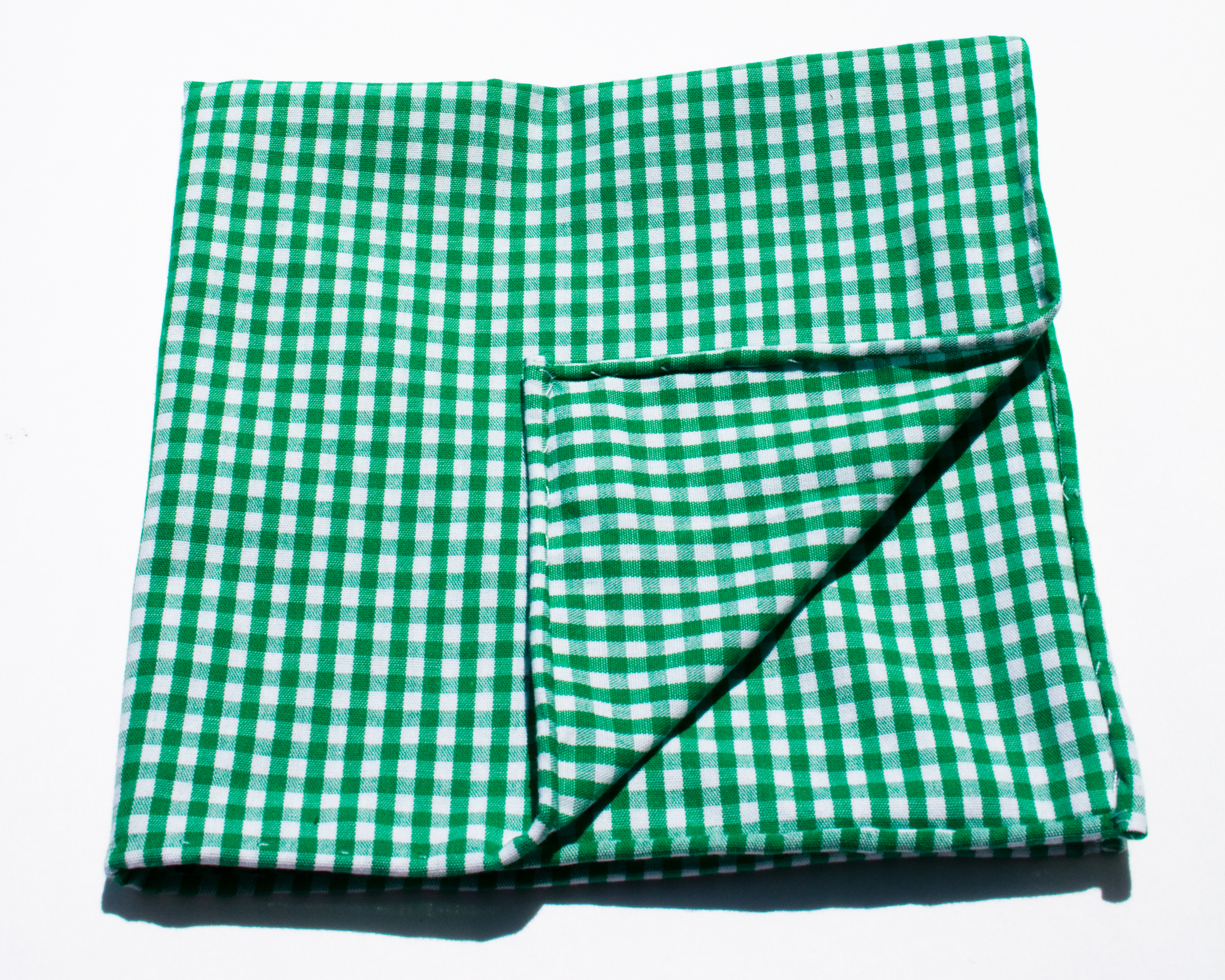
Příklad vichy kára

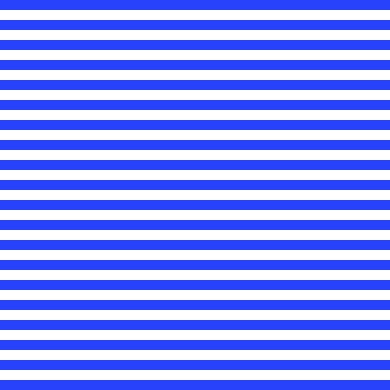
Nákres vichy proužku

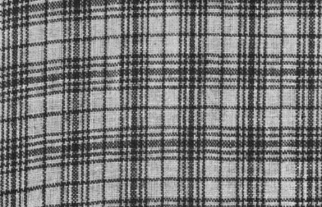
Pestrobarevné, bělené vichy z roku 1927

Vichy káro (angl.: gingham) je vzor dvoubarevné tkaniny, na které se tvoří nejčastěji z bavlnářských přízí v keprové vazbě kosočtverečky střídavě ze 2 (nebo 4) bílých a barevných nití. Vichy se někdy považuje za kombinaci pepita a kohoutí stopy.

## Charakteristika
Označení pochází od francouzského města Vichy, dříve známého výrobou bavlněných tkanin na zástěry a košile.
Ve 20. a 21. století přišly košile s vichy kárem několikrát do módy. V roce 2018 kritizoval americký tisk muže, že se vzájemně opičí a nosí všichni jen košile s tímto vzorem jakoby jiná móda neexistovala.
Mimo kára je známý také vichy proužek (který se někdy zaměňuje se zefírem). Používá se na košile, zástěry a v minulosti se z něj často šily vězeňské oděvy.